# 미래 시어터
《미래 시어터》(일본어: 未来シアター)는 닛폰 TV 계열에서 2012년 4월 6일부터 2015년 3월 27일까지 매주 금요일 23:30 ~ 23:58 (JST)에 방송된 일본의 버라이어티 프로그램이다.

## 개요
극장 지배인 역인 MC가 매 회 1조의 손님(게스트)을 맞이해, VTR를 감상하고 토크를 펼친다.
VTR는, 미래를 만드는 여러 가지 분야의 〈혁신자〉의 삶을 과거의 영상이나 독자 취재·인터뷰·재현 VTR를 섞으면서, 그 인물에게 가장 적격인 명곡과 함께 짧게 정리한 것이며, 〈1곡 1인생〉을 컨셉으로 하고 있다.
MC와 게스트는 그 VTR를 보고, 자신의 인생과 대조하면서 본심을 나눈다.

## 출연자
- 하토리 신이치
- 코야마 케이치로 (NEWS)
- 카토 시게아키 (NEWS)

## 내레이션
- 하리야 케이쥬

## 스태프
- 기획/종합 연출 - 후쿠시 아츠시
- 구성 - 사쿠라이 신이치, 콘도 유지, 하시모토 다이스케, 마사무네 치카코, 츠즈라 다이스케, 코야마 켄타로, 오오이 타츠로
- TM - 에무라 타카시
- SW - 코바야시 히로요시, 타카노 노부히코
- CAM - 타카노 노부히코, 나카무라 테츠야, 츠노 유이치
- MIX - 나카무라 카즈오
- AUD - 요다 마사카즈, 나카야마 타카하루, 키모토 후미코
- 프로듀서 - 이마이 다이스케/타케무라 카오루, 무라타 사토코, 에이나가 히데유키, 모토하시 유미코, 시마다 이사오
- 치프 프로듀서 - 야스오카 요시로
- 제작 협력 - 니치키, passion, ZIPPY PRODUCTION, U-FIELD
- 제작 저작 - 닛폰 TV